# CNN en Español
CNN en Español é um canal de TV por assinatura mantido pelo grupo Warner Bros. Discovery que tem por objetivo transmitir programas de conteúdo jornalístico para o público de países de idioma espanhol como Espanha, Guiné Equatorial e países da América Latina onde este idioma é dominante. Tem sua sede e principais estúdios na cidade de Atlanta no estado da Geórgia nos Estados Unidos, assim como ocorre com a CNN International que possui programação em língua inglesa.